# Suvi Do (Žagubica)
Pour les articles homonymes, voir Suvi Do.
Suvi Do (en serbe cyrillique : Суви До) est une localité de Serbie située dans la municipalité de Žagubica, district de Braničevo. Au recensement de 2011, elle comptait 1 170 habitants.
Suvi Do est officiellement classé parmi les villages de Serbie.

## Démographie

### Évolution historique de la population
| 1948  | 1953  | 1961  | 1971  | 1981  | 1991  | 2002  | 2011  |
| ----- | ----- | ----- | ----- | ----- | ----- | ----- | ----- |
| 2 045 | 2 112 | 2 095 | 1 927 | 1 792 | 1 578 | 1 320 | 1 170 |

|  |